# Ройтер, Леонид Андреевич
Леонид Андреевич Ро́йтер (18 февраля 1905 года, пос. Нижнеднепровск, Новомосковского уезда, Екатеринославской губернии — 22 декабря 1975 года, г. Норильск) — советский инженер-строитель, лауреат Ленинской премии 1966 года. Брат Владимира Ройтера.

## Биография
В 1913—1919 учился в Екатеринославском реальном училище (до его закрытия).
Окончил строительное отделение Днепропетровского техникума железнодорожного транспорта (1925) и Днепропетровский транспортный институт (1929).
С 1925 работал в строительных организациях (техник, прораб, старший прораб, начальник участка), с 1930 по август 1937 одновременно преподавал в своем институте и там же в 1932—1934 учился в аспирантуре.
13.02.1937 назначен начальником производственного отдела треста «Стройпуть» Сталинской (Приднепровской) железной дороги. Арестован 29.12.1937. Осужден 25.10.1938 на 15 лет лагерей и 5 лет поражения в правах.
Работал на строительстве Норильского комбината (бригадир проектной бригады, старший инженер проектной конторы, главный инженер и начальник строительства горно-рудных объектов).
Ему трижды снижали срок, в общей сложности на 5 лет 9 месяцев. Освобожден 28.03.1947, остался в Норильске и работал начальником конторы Управления строительства комбината.
29.11.1950 повторно осужден ОСО МГБ СССР на ссылку. Находился на поселении в Норильске с 24.01.1951. Освобожден 23.09.1954.
В 1958—1969 заместитель начальника ОКСа Норильского комбината.
С 1969 главный специалист института «Норильскпроект».
Семья: жена: Лидия Эразмовна Ройтер, сын Владимир.

## Награды
- Лауреат Ленинской премии 1966 года. Заслуженный строитель РСФСР (15.10.1964).
- Знак «Почётный железнодорожник» (1936), орден «Знак Почёта» (04.12.1965).